# Son Sann
Son Sann (en jemer: សឺន សាន; Nom Pen, 15 de octubre de 1911-París, 19 de diciembre de 2000) fue un político y líder anticomunista camboyano que fungió como Primer ministro de Camboya desde el 1 de mayo de 1967 hasta el 31 de enero de 1968. Llegó al poder luego de que Lon Nol dimitiera como consecuencia de la levantamiento de los Jemeres Rojos en la Provincia de Battambang, un preámbulo de la guerra civil posterior. El frágil gobierno de Son Sann debió enfrentarse insurgencias y revueltas menores incitadas por los Jemeres Rojos, hasta que el 17 de enero de 1968, los guerrilleros comunistas lanzaron su primera ofensiva a gran escala (luego de que la primera insurrección de marzo de 1967 fracasara), dando inicio formal a la guerra civil camboyana, que a su término en 1975 llevaría al establecimiento la dictadura totalitaria de Pol Pot. Ante su incapacidad para controlar a la guerrilla, Son Sann fue reemplazado por Penn Nouth el 31 de enero.
Debió exiliarse del país en 1970 tras el golpe palaciego de Lon Nol, por lo que no estaba en el país al momento de la victoria de los Jemeres Rojos, ni cuando estos fueron derrocados en 1979. Tras la caída del segundo régimen socialista, en 1992, Son Sann fundó el Partido Liberal Democrático Budista, con el que participó en las primeras elecciones libres del país en 1993. Quedó en tercer lugar con 10 escaños, pero formó parte del gobierno de coalición posterior, ocupando el cargo de Presidente de la Asamblea Nacional. Tras el golpe de Estado de Hun Sen, en 1997, Son Sann se exilió en Francia, donde murió de una insuficiencia cardíaca en diciembre de 2000.